# Fiorentina Waterpolo
La Fiorentina Waterpolo è una delle società pallanuotistiche della città di Firenze.

## Storia
Nel 2004 le ragazze, guidate dal capitano Francesca Romano e del tecnico Jacopo Bologna, vincono il campionato di Serie B e volano in Serie A2. L'anno successivo, tuttavia, la squadra retrocede nuovamente in Serie B.
Nel 2005 la Fiorentina Waterpolo acquista il titolo del Certaldo e si presenta al suo posto in Serie A1, guidata da Marco Mancini. Nel 2006 la squadra femminile perde la finale scudetto e, nella stessa stagione, la squadra maschile approda in Serie A2.
Nella stagione successiva la squadra femminile, agli ordini dei nuovo allenatore Gianni de Magistris (andato a sostituire l'esonerato Jacopo Bologna dopo il primo mese di campionato), tra il 20 ed il 22 aprile 2007 disputa e vince la final four della Coppa dei Campioni, laureandosi campione d'Europa per la prima volta nella sua storia. Nella stessa stagione la compagine toscana si aggiudica anche lo scudetto e la Supercoppa LEN.
Nella stagione seguente la squadra femminile partecipa nuovamente alla Coppa Campioni, vinta dalle connazionali dell'Orizzonte Catania, concludendo al terzo posto.
Nel 2012 il settore femminile si unisce alla Firenze Pallanuoto, dando vita alla Firenze Waterpolo.

## Rosa femminile 2011-2012
| N° |                          | Ruolo | Giocatore         |
| -- | ------------------------ | ----- | ----------------- |
|    | Nuova Zelanda (bandiera) | P     | Carina Harache    |
|    | Italia (bandiera)        | P     | Claudia Perri     |
|    | Italia (bandiera)        | D     | Jessica Masi      |
|    | Italia (bandiera)        | D     | Eleonora Settonce |
|    | Italia (bandiera)        | CV    | Piera Cannatella  |
|    | Italia (bandiera)        | A     | Allegra Lapi      |
|    | Italia (bandiera)        | A     | Venere Tortora    |

| N° |                   | Ruolo | Giocatore            |
| -- | ----------------- | ----- | -------------------- |
|    | Italia (bandiera) | A     | Mila De Magistris    |
|    | Italia (bandiera) | A     | Gloria Giachi        |
|    | Italia (bandiera) | A     | Daniela Lavorini     |
|    | Italia (bandiera) | CB    | Irene Parma          |
|    | Italia (bandiera) | CB    | Stefania Stortoni    |
|    | Italia (bandiera) | CB    | Francesca Corrizzato |
|    | Italia (bandiera) | CB    | Eliana Acampora      |

| Allenatore: | Gianni De Magistris |

## Palmarès

### Competizioni nazionali
- Campionato italiano: 1

2006-07

### Competizioni internazionali
- LEN Euro League Women: 1

2006-07
- Supercoppa LEN: 1

2007